# Armeegruppe Dumitrescu
L’Armeegruppe Dumitrescu (en français : le « groupe d'armées Dumitrescu » ; en roumain : Grupul de armată Dumitrescu) est une unité temporaire de la Heer (armée de terre) de la Wehrmacht, rattachée au groupe d'armées Ukraine du Sud et formée en avril 1944 à partir de la 6e armée allemande et de la 3e armée roumaine. Son commandant, le général Petre Dumitrescu ayant engagé les hostilités contre les Soviétiques le 20 août 1944, ce groupe d'armée se défait : ayant perdu plus de trente mille hommes (8 300 tués, 25 000 blessés) ainsi que vingt-cinq avions, Dumitrescu est, pour quelques heures, remplacé par Ilie Șteflea, un fidèle du maréchal Antonescu, allié de Hitler, le jour même de l'arrestation du dictateur (23 août 1944). Du 20 au 23 août, l'Armée rouge avance d'une cinquantaine de kilomètres, créant assez de panique dans l'état-major roumain pour permettre au roi Michel Ier, le 23 août 1944, d'arrêter et destituer Antonescu, tandis qu'à Stockholm, l'ambassadeur roumain Frederic Nanu et son attaché Neagu Djuvara, demandent l'armistice aux Alliés, en l'occurrence à l'ambassadrice soviétique Alexandra Kollontaï. 

## Organisation

### Commandant
| Date                   | Grade             | Commandant       |
| ---------------------- | ----------------- | ---------------- |
| 7 avril - 22 août 1944 | General de armată | Petre Dumitrescu |

### Chef d'état-major (Chef des Generalstabes)
| Date | Grade | Commandant |
| ---- | ----- | ---------- |
| ?    | ?     | ?          |

### Officiers d'opérations (1. Generalstabsoffizier (Ia))
| Date | Grade | Commandant |
| ---- | ----- | ---------- |
| ?    | ?     | ?          |

## Zones d'opérations
- Ukraine : avril - août 1944

## Ordre de bataille
7 avril - 22 août 1944
- 6. Armee
- 3e armée roumaine